# Short track ai VII Giochi asiatici invernali - Staffetta 5000 metri maschile
La specialità della staffetta 5000 metri maschile di short track dei VII Giochi asiatici invernali si è svolta il 1° e il 2 febbraio 2011 al Velodromo Saryarka di Astana, in Kazakistan.

## Risultati
Legenda
- PEN — Penalità

### Batterie

#### Gruppo 1
| Class | Squadra                                                                               | Tempo    | Note |
| ----- | ------------------------------------------------------------------------------------- | -------- | ---- |
| 1     | Corea del Sud Lee Ho-suk Um Cheon-ho Noh Jin-kyu Sung Si-bak                          | 6:52.551 | Q    |
| 2     | Kazakistan Artur Sultangaliyev Nurbergen Zhumagaziyev Fedor Andreyev Abzal Azhgaliyev | 7:08.289 | Q    |
| 3     | Taipei cinese Yang Shun-fan Tsai Yu-lun Yang Bo-kai Wang Yang-chun                    | 7:22.922 |      |

#### Gruppo 2
| Class | Squadra                                                                  | Tempo    | Note |
| ----- | ------------------------------------------------------------------------ | -------- | ---- |
| 1     | Cina Liang Wenhao Liu Xianwei Song Weilong Yang Jin                      | 6:51.864 | Q    |
| 2     | Giappone Yuzo Takamido Daisuke Uemura Ryosuke Sakazume Takahiro Fujimoto | 6:57.804 | Q    |

### Finale
| Class   | Squadra                                                                                | Tempo    |
| ------- | -------------------------------------------------------------------------------------- | -------- |
| Oro     | Corea del Sud Lee Ho-suk Noh Jin-kyu Sung Si-bak Kim Byeong-jun                        | 6:44.705 |
| Argento | Giappone Yuzo Takamido Daisuke Uemura Ryosuke Sakazume Takahiro Fujimoto               | 6:54.268 |
| Bronzo  | Kazakistan Aidar Bekzhanov Artur Sultangaliyev Nurbergen Zhumagaziyev Abzal Azhgaliyev | 7:06.225 |
| —       | Cina Han Jialiang Liang Wenhao Liu Xianwei Song Weilong                                | PEN      |